# Десото (округ, Міссісіпі)
Шаблон:StateAbbr_ 34°53′ пн. ш. 89°59′ зх. д. / 34.88° пн. ш. 89.99° зх. д.
Округ  Десото (англ. DeSoto County) — округ (графство) у штаті Міссісіпі, США. Ідентифікатор округу 28033.

## Історія
Округ утворений 1836 року.

## Демографія
За даними перепису 
2000 року 
загальне населення округу становило 107199 осіб, зокрема міського населення було 72567, а сільського — 34632.
Серед мешканців округу чоловіків було 53068, а жінок — 54131. В окрузі було 38792 домогосподарства, 30112 родин, які мешкали в 40795 будинках.
Середній розмір родини становив 3,11.
Віковий розподіл населення поданий у таблиці:
| Стать    | До 15 років | 15-21 | 22-29 | 30-39 | 40-49 | 50-65 | 65-85 | Понад 85 |
| -------- | ----------- | ----- | ----- | ----- | ----- | ----- | ----- | -------- |
| Чоловіки | 13162       | 4982  | 5993  | 9034  | 7794  | 8112  | 3786  | 205      |
| Жінки    | 12455       | 4528  | 6141  | 9176  | 8011  | 8273  | 5039  | 508      |

## Суміжні округи
- Шелбі, Теннессі — північ
- Кріттенден, Арканзас — захід
- Туніка — південь
- Тейт — південь
- Маршалл — схід

## Виноски
1. ↑  U.S. Decennial Census. United States Census Bureau. Архів оригіналу за 26 квітня 2015. Процитовано 3 листопада 2014.
2. ↑  Historical Census Browser. University of Virginia Library. Архів оригіналу за 26 грудня 2013. Процитовано 3 листопада 2014.
3. ↑  Population of Counties by Decennial Census: 1900 to 1990. United States Census Bureau. Архів оригіналу за 28 грудня 2014. Процитовано 3 листопада 2014.
4. ↑  Census 2000 PHC-T-4. Ranking Tables for Counties: 1990 and 2000 (PDF). United States Census Bureau. Архів оригіналу (PDF) за 18 грудня 2014. Процитовано 3 листопада 2014.
5. ↑  State & County QuickFacts. United States Census Bureau. Архів оригіналу за 7 червня 2011. Процитовано 3 вересня 2013.(англ.) Наведено за англійською вікіпедією.
6. ↑  American FactFinder. Бюро перепису населення США. Архів оригіналу за 21 травня 2008. Процитовано 31 січня 2008.

| США | Це незавершена стаття з географії США. Ви можете допомогти проєкту, виправивши або дописавши її. |